# Iglesia Keldby

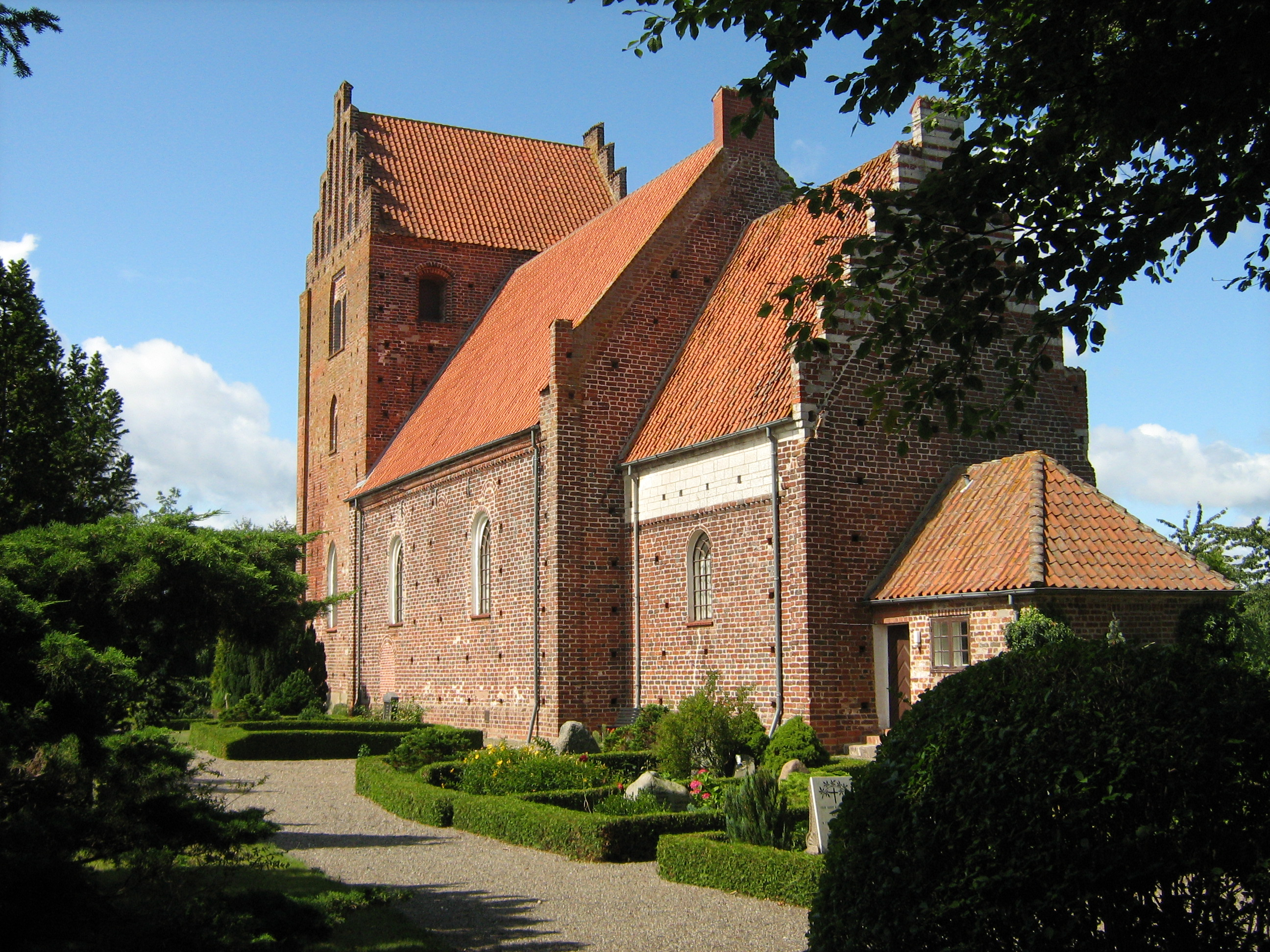
Iglesia de Keldby

La Iglesia Keldby, está ubicada en la carretera principal de Møns Klint en el pueblo de Keldby, 4 kilómetros al este de Stege en la isla danesa de Møn.
La imponente iglesia de ladrillo rojo es una de las tres iglesias de Møn decorada con frescos de Elmelunde Master, probablemente hacia finales del siglo XV. En el estilo de la Biblia pauperum, presentan muchas de las historias más populares del Antiguo y Nuevo Testamento. También hay una serie de frescos en la iglesia que se remontan a alrededor de 1275.